# Chile na Letnich Igrzyskach Olimpijskich 1924
Chile na Letnich Igrzyskach Olimpijskich 1924, reprezentowane było przez 13 sportowców (tylko mężczyzn). Był to 4. start reprezentacji w historii letnich olimpiad.

## Reprezentanci

### Boks
Mężczyźni
- Carlos Usaveaga
  - waga kogucia - 17. miejsce

- Carlos Abarca
  - waga piórkowa - 5. miejsce

- Zorobabel Rodríguez
  - waga lekka - 17. miejsce

- Luis Correa
  - waga średnia - 17. miejsce

### Kolarstwo
Mężczyźni
- Ricardo Bermejo
  - sprint - nie ukończył
  - 50 km - nie ukończył

- Alejandro Vidal
  - sprint - odpadł w eliminacjach
  - 50 km - nie ukończył

- F. R. Juillet
  - sprint - odpadł w eliminacjach
  - 50 km - nie ukończył

### Lekkoatletyka
Mężczyźni
- Manuel Plaza
  - maraton - 6. miejsce

- Alfredo Ugarte
  - 110 m przez płotki - odpadł w eliminacjach

- Humberto Lara
  - 110 m przez płotki - odpadł w eliminacjach

### Szermierka
Mężczyźni
- Rafael Fernández
  - szabla - odpadł w eliminacjach

### Tenis
Mężczyźni
- Luis Torralva
  - singiel - 33. miejsce

- Domingo Torralva
  - singiel  - 61. miejsce

- Luis Torralva, Domingo Torralva
  - debel - 16. miejsce